# Adolf Armah
Adolf Armah – ghański piłkarz grający na pozycji pomocnika. W swojej karierze grał w reprezentacji Ghany.

## Kariera klubowa
W swojej karierze piłkarskiej Armah grał w klubie Hearts of Oak.

## Kariera reprezentacyjna
W 1978 roku Armah został powołany do reprezentacji Ghany na Puchar Narodów Afryki 1978. Wystąpił w nim w dwóch meczach grupowych, z Zambią (2:1) i z Nigerią (1:1). Z Ghaną wywalczył mistrzostwo Afryki.
W 1980 roku Armah został powołany do kadry na Puchar Narodów Afryki 1980. Zagrał w nim w trzech meczach grupowych: z Algierią (0:0), z Gwineą (1:0) i z Marokiem (0:1).